# Kernkraftwerk Palo Verde
Das Kernkraftwerk Palo Verde bei Wintersburg, etwa 100 km westlich von Phoenix, ist ein Kernkraftwerk in den USA. Es produziert etwa 30.000 Gigawattstunden an elektrischer Energie jährlich und versorgt so 1,5 bis zwei Millionen Haushalte in Arizona, Kalifornien, New Mexico und Texas mit Strom. Es besteht aus drei Reaktorblöcken, gebaut von Combustion Engineering, mit einer Nettoleistung von jeweils zwischen 1311 und 1314 MWe. Mehrheitseigner und Betreiber der Anlage ist der Arizona Public Service. Weitere Anteilseigner sind Salt River Project, El Paso Electric Co., PNM Resources, Southern California Edison, Public Service Co. of New Mexico, Southern California Public Power Authority, und das Los Angeles Dept. of Water & Power.

## Geschichte
Mit dem Bau des ersten Reaktorblocks wurde am 25. Mai 1976 begonnen. Für die beiden anderen Blöcke war Baubeginn am 1. Juni 1976. Der erste Reaktor wurde am 25. Mai 1985 zum ersten Mal kritisch. Der zweite Reaktorblock folgte am 18. April 1986, der dritte am 25. Oktober 1987. Am 28. Januar 1986 ging der erste und am 19. September 1986 der zweite Reaktorblock in kommerziellen Betrieb. Der dritte Block ging am 8. Januar 1988 in den kommerziellen Betrieb. 2003 bzw. 2005 wurde eine Leistungserhöhung um 2,9 % für jeden der Blöcke genehmigt. Die Betriebsgenehmigung wurde im April 2011 von ursprünglich 40 auf 60 Jahre verlängert.

## Betrieb
Der Standort befindet sich weitab von jeder Wasserversorgung, die für die Kühlung der Brennstäbe benötigt wird. Üblicherweise steht allgemein bei Kernkraftwerken Flusswasser für den Kühlkreislauf zur Verfügung, um es dann in den Fluss zurückzuleiten. Dieses Kernkraftwerk in einer Wüstengegend ist das einzige, das nicht in Gewässernähe liegt. Als Kühlmittel dienen die zuvor geklärten Abwässer der benachbarten Städte.

## Zwischenfälle
Die Kosten eines Brandes am 5. März 1989 an einem Transformator von Palo Verde 1 mit nachfolgendem notfallmäßigem Herunterfahren des Reaktors werden auf 16 Millionen Dollar geschätzt.
Es kam am 3. November 2007 zu einem Zwischenfall. Auf dem Kleinlaster eines Mitarbeiters wurde eine Rohrbombe gefunden, als dieser auf die Anlage fahren wollte. Der 61-jährige Ingenieur wurde festgenommen und gab an, nichts von dem Sprengstoff gewusst zu haben. Es bestand laut Aussagen der Polizei keine Gefahr für das Kernkraftwerk und die Bevölkerung, da die Bombe das Kraftwerk nicht hätte beschädigen können. Allerdings war der selbst zusammengebaute Sprengsatz funktionstüchtig. Am Nachmittag wurde die Absperrung um die Anlage wieder aufgehoben.

## Daten der Reaktorblöcke
Das Kernkraftwerk Palo Verde hat drei Blöcke:
| Reaktorblock | Reaktortyp         | Netto- leistung | Brutto- leistung | Baubeginn  | Netzsyn- chronisation | Kommer- zieller Betrieb | Abschal- tung |
| ------------ | ------------------ | --------------- | ---------------- | ---------- | --------------------- | ----------------------- | ------------- |
| Palo Verde-1 | Druckwasserreaktor | 1311 MW         | 1414 MW          | 25.05.1976 | 10.06.1985            | 28.01.1986              | (2046)        |
| Palo Verde-2 | Druckwasserreaktor | 1314 MW         | 1414 MW          | 01.06.1976 | 20.05.1986            | 19.09.1986              | (2046)        |
| Palo Verde-3 | Druckwasserreaktor | 1312 MW         | 1414 MW          | 01.06.1976 | 28.11.1987            | 08.01.1988              | (2048)        |